# خافيير تيخادا
خافيير تيخادا (بالإسبانية: Javier Tejada Palacios)‏ هو فيزيائي وبروفيسور إسباني، ولد في 6 يناير 1948 في  قسطجون في إسبانيا.